# NGC 5676
NGC 5676 هي مجرة حلزونية غير ضلعية تقع في كوكبة العواء اكتشفت في 15 مايو 1787 من قبل وليام هيرشل .

## القرص
هذه المجرة الحلزونية غير متماثلة بشكل خاص. فالأذرع الحلزونية على الجانب الجنوبي من المجرة فوضوية في المظهر، في حين أن الأذرع الحلزونية على الجانب الشمالي من المجرة محددة جيدا على الجانب الجنوبي من القرص تمتد مرتين بعيدا عن نواة المجرة كأذرع حلزونية على الجانب الشمالي بسبب مظهر مجزأ لبعض الأذرع الحلزونية، وتصنف هذه المجرة كمجرة حلزونية صوفية.

## تشكيل النجوم
الجزء الشمالي من القرص يحتوي منطقة مكثفة جدا من تشكيل النجوم. على غير العادة يبدو أن تشكيل النجوم داخل هذه المنطقة أكثر كثافة من تكوين النجوم في نواة المجرة وهو لامع ومصدر الأشعة تحت الحمراء داخل القرص.

## وصلات خارجية
- NGC 5676 على موقع ويكي سكاي: DSS2, SDSS, GALEX, IRAS, Hydrogen α, X-Ray, Astrophoto, Sky Map, Articles and images
- www.freewebs.com/
- صورة-NGC 5676